# Inca à collier
Coeligena torquata
Espèce
Répartition géographique
Statut de conservation UICN

 LC  : Préoccupation mineure
Statut CITES
L'Inca à collier (Coeligena torquata) est une espèce d'oiseaux de la famille des Trochilidae.

## Répartition
Son aire de répartition comprend la Bolivie, la Colombie, l'Équateur, le Pérou et le Venezuela.

## Habitat
Il vit dans les forêts tropicales et subtropicales humides de montagne.

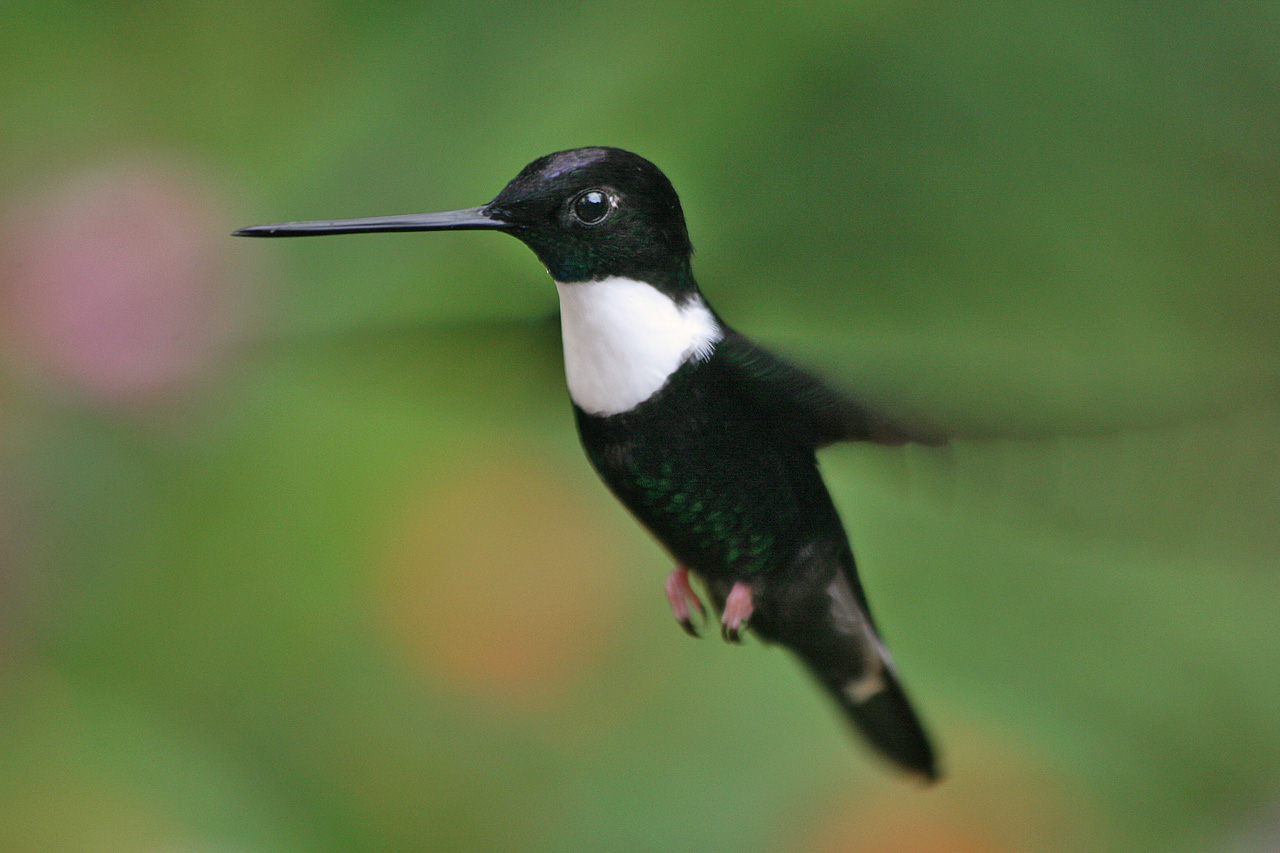
En vol stationnaire.

## Sous-espèces
D'après Alan P. Peterson, cette espèce est constituée des huit sous-espèces suivantes :
- Coeligena torquata conradii (Bourcier), 1847 ;
- Coeligena torquata eisenmanni Weske, 1985 ;
- Coeligena torquata fulgidigula (Gould), 1854 ;
- Coeligena torquata inca (Gould), 1852 ;
- Coeligena torquata insectivora (Tschudi), 1844 ;
- Coeligena torquata margaretae Zimmer, 1948 ;
- Coeligena torquata omissa Zimmer, 1948 ;
- Coeligena torquata torquata (Boissonneau), 1840.